# Difenilmetanolo
Il difenilmetanolo, anche conosciuto come benzidrolo è un alcol secondario derivato del metanolo. La sua formula condensata è (C6H5)2CHOH.
È utilizzato nell'industria farmaceutica per sintetizzare altri composti più complessi, come ad esempio vari antistaminici e antiipertensivi.

## Sintesi
Il composto può essere sintetizzato tramite reazione di Grignard tra il bromuro di fenilmagnesio (ottenuto dal bromobenzene) e la benzaldeide. Oppure tramite riduzione del benzofenone con sodioboridruro.